# استیون ین
یُن سانگ-یوپ (کره‌ای: 연상엽؛ زادهٔ ۲۱ دسامبر ۱۹۸۳) مشهور به استیون ین (Steven Yeun)، بازیگر آمریکایی است. او در آغاز کار با بازی در نقش گلن ری در مجموعهٔ تلویزیونی مردگان متحرک (۲۰۱۰–۲۰۱۶) به شهرت رسید. او برای بازی در فیلم هیجان‌انگیز سوزاندن (۲۰۱۸) و درام میناری (۲۰۲۰) تحسین منتقدان را به دست آورد. برای بازی در فیلم دوم، ین نامزد جایزهٔ اسکار بهترین بازیگر مرد شد و نخستین آمریکایی آسیایی‌تبار بود که نامزد این جایزه می‌شود. مجلهٔ تایم در سال ۲۰۲۱ او را یکی از ۱۰۰ شخص تأثیرگذار در جهان نامید. او در سال ۲۰۲۳ نقش اصلی مجموعهٔ کمدی مشاجره را بازی کرد و برای آن برندۀ جوایز امی ساعات پربیننده و گلدن گلوب شد.

## اوایل زندگی
یون در سئول کره جنوبی متولد شد. پدر وی قبل از انتقال خانواده به رجینا در سال ۱۹۸۸ و بعداً به میشیگان معمار بود. یون در یک خانواده مسیحی در تروی، میشیگان بزرگ شد. والدین یون پس از ملاقات با پزشک نام، او را «استیون» گذاشتند. والدین وی فروشگاه‌های لوازم زیبایی در دیترویت داشتند. یون در مقطع لیسانس روان‌شناسی با تمرکز در علوم اعصاب از کالج کالامازو در سال ۲۰۰۵ دریافت کرد. در کالامازو، او از طریق خواهر کلپر، جردن کلپر را ملاقات کرد و بعداً او را برای پیوستن به شهر دوم به شیکاگو دنبال کرد.

## حرفه
علاقه یون به بازیگری و بداهه نوازی در سال اول سال تحصیلی او در کالامازو به وجود آمد، هنگامی که او گروه بداهه نوازی کالج یعنی Monkapult را تماشا می‌کرد این علاقه در وی ایجاد شد. یون به والدینش گفت که قصد دارد به جای ثبت نام در دانشکده حقوق یا دانشکده پزشکی، کار بداهه نوازی را در شیکاگو دنبال کند. پدر و مادرش، در حالی که از این تصمیم ناراضی بودند، به گفته یون، حامی آنها بودند و به او دو سال برای ادامه بازیگری دادند. یون در سال ۲۰۰۵ به شیکاگو نقل مکان کرد و به همراه برادرش در میدان لینکلن زندگی کرد. اندکی پس از فارغ‌التحصیلی، او به جمعه شب Stir پیوست، یک گروه کمدی که از اعضای آسیایی-آمریکایی تشکیل شده‌است. سایر فارغ التحصیلان این گروه شامل دنی پودی از اعضای انجمن هستند. او قبل از عزیمت به لس آنجلس در اکتبر ۲۰۰۹ به دومین شهر شیکاگو پیوست.

## سریال مردگان متحرک
بزرگ‌ترین نقش یون تا به امروز گلن ری در فیلم The Walking Dead یا مردگان متحرک بود است، درام ترسناک تلویزیونی از شبکه AMC که بر اساس سری کتاب‌های کمیک به همین نام ساخته شده‌است. این سریال در سال ۲۰۱۰ با گلن به عنوان یکی از شخصیت‌های اصلی که برای زنده ماندن در دنیای خشونت‌آمیز آخرالزمانی آلوده به واکرهای گوشتخوار و همچنین انسانهای دیگر است، شروع می‌شود که برخی از آنها از متحرک‌ها (زامبی) خطرناک تر هستند. این درام با بالاترین سریال در تاریخ تلویزیون‌های کابلی است. این سریال بیشتر نقدهای مثبت از منتقدان حرفه ای تلویزیون دریافت کرده‌است. یون پس از کشته شدن شخصیت او گلن در پیش نمایش فصل ۷ در سال ۲۰۱۶ این نمایش را ترک کرد. بخش کشته شدن گلن در سریال مردگان متحرک، به عنوان یکی از دردناک‌ترین سکانسهای فیلم بوده‌است و مخاطبین زیادی را تحت تأثیر قرار داد. این سکانس به نوعی بر روی روابط نقش‌های فیلم در قسمتهای دیگر نیز تأثیر گذار است.

## فیلم‌شناسی

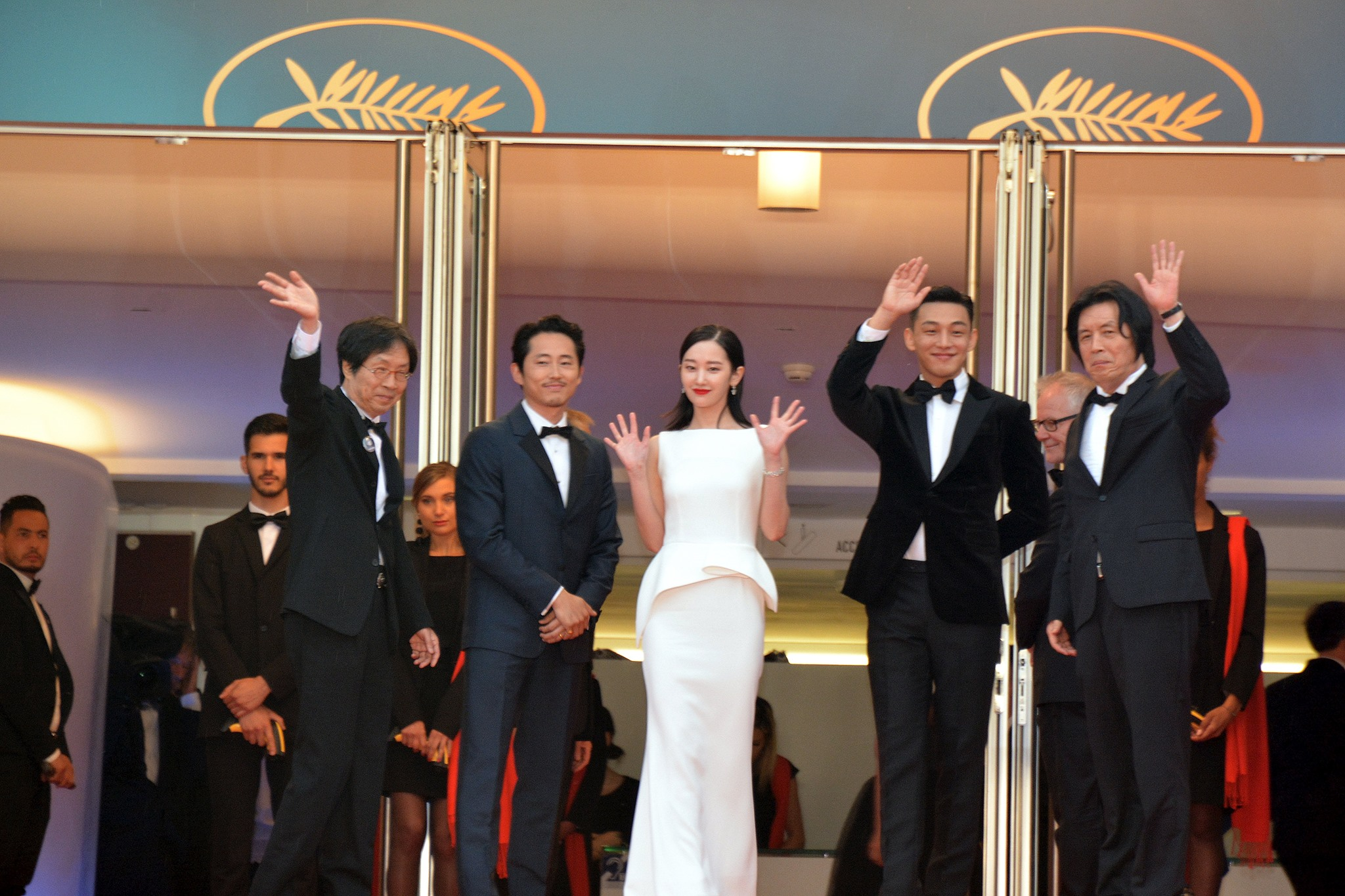
استیون ین در جشنواره فیلم کن ۲۰۱۸

### فیلم
| سال  | عنوان                       | نقش                       | یادداشت‌ها               |
| ---- | --------------------------- | ------------------------- | ----------------------- |
| ۲۰۰۹ | فایل‌های کاری                | چیپ                       | فیلم کوتاه              |
| ۲۰۰۹ | اسم من جری است              | چاز                       |                         |
| ۲۰۱۰ | کارپه میلینیوم              | کوین                      | فیلم کوتاه              |
| ۲۰۱۰ | فروش فوران                  | مشتری                     | فیلم کوتاه              |
| ۲۰۱۴ | سرچشمه‌های من                | کنی                       |                         |
| ۲۰۱۵ | مثل یک فیلم فرانسوی         | استیو                     |                         |
| ۲۰۱۷ | اوکجا                       | کی                        |                         |
| ۲۰۱۷ | هرج‌ومرج                     | درک چو                    |                         |
| ۲۰۱۷ | ستاره                       | بو (صدا)                  |                         |
| ۲۰۱۸ | ببخشید مزاحم شما شدم        | اسکویز                    |                         |
| ۲۰۱۸ | سوزاندن                     | بن                        |                         |
| ۲۰۱۹ | نایسای                      | ایان                      | فیلم کوتاه              |
| ۲۰۲۰ | میناری                      | جیکوب یی                  | همچنین تهیه‌کنندهٔ اجرایی |
| ۲۰۲۱ | هرج‌ومرج فضایی: میراث جدید   | مدیر اجرایی برادران وارنر | کامئو                   |
| ۲۰۲۱ | شکارچیان ترول ظهور تایتان‌ها | استیو پالچوک (صدا)        |                         |
| ۲۰۲۱ | انسان‌ها                     | ریچارد                    |                         |
| ۲۰۲۲ | جواب منفی                   | ریکی «جوپ» پارک           |                         |
| ۲۰۲۴ | دوستم داشته باش             | TBA                       | پساتولید                |
| ۲۰۲۴ | میکی ۱۷                     | برتو                      | پساتولید                |

### تلویزیون
| سال        | فیلم                               | نقش                       | یادداشت‌ها                                                       |
| ---------- | ---------------------------------- | ------------------------- | --------------------------------------------------------------- |
| ۲۰۱۰       | تئوری بیگ بنگ                      | سباستین                   | قسمت: «اجرای پلکان»                                             |
| ۲۰۱۰–۲۰۱۶  | مردگان متحرک                       | گلن ری                    | ۶۶ قسمت                                                         |
| ۲۰۱۱       | نظم و قانون: لس‌آنجلس               | کن هاسوی                  | قسمت: «هیدن تراکت»                                              |
| ۲۰۱۱       | انبار ۱۳                           | برنج گیبسون               | قسمت: «از بازیکن متنفر نباش»                                    |
| ۲۰۱۲       | ::ان‌تی‌اس‌اف:اس‌دی:اس‌یووی             | ریکی میکر                 | قسمت: «خیابان ۱۶ هاپ»                                           |
| ۲۰۱۲       | سخت‌تر از آن چیزی که به‌نظر می‌رسد    | استیون                    | قسمت: «قفل کردن»                                                |
| ۲۰۱۳       | افسانه کورا                        | آواتار وان                | صدا؛ ۳ قسمت                                                     |
| ۲۰۱۳       | نوجوانان کثیف                      | مارتین                    | خلبان                                                           |
| ۲۰۱۴       | تاریخ مستی                         | دانیل اینوی               | قسمت: «هاوایی»                                                  |
| ۲۰۱۴       | بابای آمریکایی!                    | چارلز                     | صدا؛ قسمت: «بلگس‌نارست: یک داستان عاشقانه»                       |
| ۲۰۱۴       | کمدی بنگ! بنگ!                     | خودش                      | اپیزود: «استیون یون شلوار جین سیاه رول شده و بدون جوراب می‌پوشد» |
| ۲۰۱۶–۲۰۱۸  | ولترون: مدافع افسانه‌ای             | کیت                       | صدا؛ ۶۴ قسمت                                                    |
| ۲۰۱۶–۲۰۱۸  | شکارچیان ترول: داستان‌های آرکادیا   | استیو پالچوک              | صدا؛ ۲۸ قسمت                                                    |
| ۲۰۱۷–۲۰۱۸  | استرچ آرمسترانگ و مبارزان فلکس     | ناتان پارک / وینگسپن      | صدا؛ ۲۴ قسمت                                                    |
| ۲۰۱۷       | دارایی باجیلیون دلار               | اریک                      | قسمت: «مانورهای فاجعه»                                          |
| ۲۰۱۷       | مرغ ربات                           | گلن ری گلن بیبی           | صدا اپیزود: «روبات مرغ متحرک» ویژه: «ببین کی راه میره»          |
| ۲۰۱۸–۲۰۲۱  | فضای نهایی                         | کاتوی کوچولو صداهای اضافی | صدا؛ ۳۶ قسمت                                                    |
| ۲۰۱۸       | سه فراری: داستان‌های آرکادیا        | استیو پالچوک              | صدا؛ ۱۹ قسمت                                                    |
| ۲۰۱۹       | شهر عجیب‌وغریب                      | بارسلی                    | اپیزود: «چوناتان و مولیا و بارسلی و فافانی»                     |
| ۲۰۱۹       | منطقه گرگ‌ومیش                      | یک مسافر                  | قسمت: «یک مسافر»                                                |
| ۲۰۱۹       | فکر می‌کنم باید با تیم رابینسون بری | جیکوب                     | قسمت: «تا به حال این اتفاق برای شما افتاده‌است؟»                 |
| ۲۰۱۹–اکنون | توکا و برتی                        | اسپکل                     | صدا؛ ۱۵ قسمت                                                    |
| ۲۰۲۰       | جادوگران: داستان‌های ارکدیا         | استیو پالچوک              | صدا؛ ۱۰ قسمت                                                    |
| ۲۰۲۱–اکنون | شکست‌ناپذیر                         | مارک گریسون / شکست ناپذیر | صداپیشه؛ نقش اصلی                                               |
| ۲۰۲۳       | مشاجره                             | دنی چو                    | نقش اصلی                                                        |

### نماهنگ
| سال  | عنوان | هنرمند                                               |
| ---- | ----- | ---------------------------------------------------- |
| ۲۰۱۶ | «آتش» | جی. وای. پارک (همراه با کونان اوبراین و پارک جی-مین) |

### بازی‌های ویدیویی
| سال  | عنوان                            | نقش            | یادداشت‌ها |
| ---- | -------------------------------- | -------------- | --------- |
| ۲۰۰۷ | کرایسیس                          | ارتش خلق کره ۲ | صدا       |
| ۲۰۰۸ | کرایسیس وارهد                    | ارتش خلق کره ۲ | صدا       |
| ۲۰۱۷ | DreamWorks Voltron VR Chronicles | کیث            | صدا       |